# Tróndur Patursson

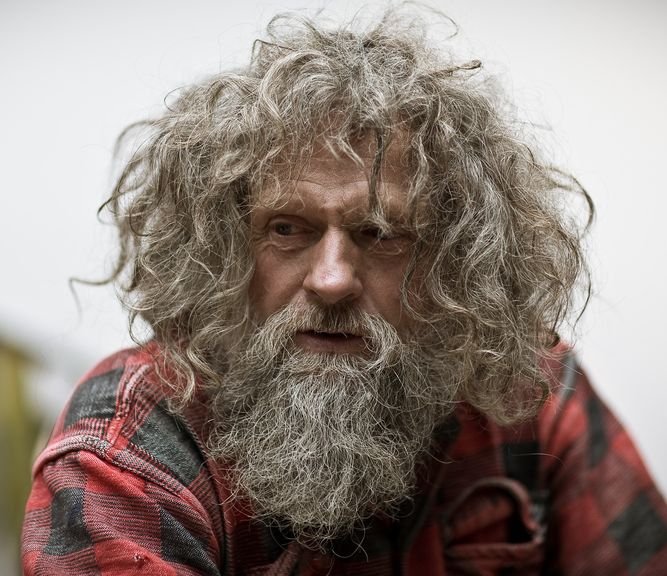
Porträttbild av Tróndur Patursson

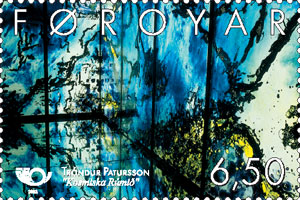
Kosmiska rummet (Kosmiska rúmið)

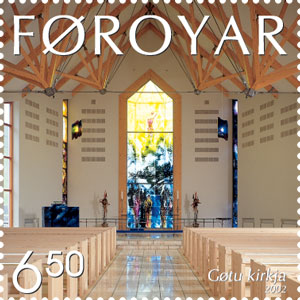
Gøta kyrka

Tróndur Patursson, född 1 mars 1944 i Kirkjubøur på ön Streymoy på Färöarna, är en av Färöarnas främsta levande konstnärer. Han är även känd som äventyrare och seglade på alla världens hav tillsammans med britten Tim Severin (född 1940).
Tróndur Patursson är son till Jóannes Patursson och hans fru Malan Patursson, född Hansen. Efter ett par vintrars privat undervisning hos Ingálvur av Reyni vidareutbildade han sig 1965-66 i teckning hos Hans Christian Høyer på Glypoteket i Köpenhamn. Senare gick han på Statens håndverks- og kunstindustriskole i Oslo 1966-67, var lärling under en tid hos bildhuggaren Ståle Kyllingestad och studerade därefter på Statens kunstakademi  i Oslo i tre år. Hans debututställning hölls på Färöarnas konstmuseum 1973.
Tróndur Patursson är en experimentell konstnär och uttrycker sin konst på olika fält. Han arbetar med skulpturer, reliefer i järn, koppar och andra metaller. Han använder sig även av material från naturen, bland andra valbetar. Han är också känd för sina glasmålningar, som finns i bland andra Gøta kyrka (1991-94), Gøtugjógv, Tórshavns katolska kyrka (1993), altartavlan i Tornbjergkyrkan i Odense, samt den stora spegel- och glasinstallationen Kosmisk Rum som gjordes i samband med Kulturby 1996 i Köpenhamn. Om Kosmisk Rum har Tróndur Patursson sagt, att han uttryckte en seglats från Asien på Stilla havet mot Amerika på en bambuflotte under 106 dagar tillsammans med bland andra Tim Severin år 1993. Han sov på bambuflotten, mycket tätt inpå vattnet, vilket gjorde att han kom in i havets rytm. Denna upplevelse gav honom ett slags kosmisk havsfödelse som är uttryckt i Kosmisk Rum.
| ”                   | Jeg har udtrykt det i containeren ved at installere et spejl, som man går på, men der er også et spejl over én, som giver en genspejling med en dybde på cirka 700 meter og en højde på cirka 700 meter. Det bevirker at man kommer i en slags kosmisk tilstand. Når man kommer ind i rummet er der ingen vandrette linier og heller ingen lodrette linier mere; man har en følelse af at gå på vandet | „ |
| – Tróndur Patursson | |   |

Tróndur Patursson har gjort en rad monumentala verk, till exempel stensättningen utanför Tórshavns radiohus från 1985 med fem stora ihopsatta basaltblock, tagna ifrån bergen runt Tórshavn.Han har också utfört en omfattande rumsutsmyckning på SMS köpcentrum i Tórshavn, där han blandat glas med stål och marmor. Monumentet består av en dubbeltrappa i marmor, som drar sig runt en glasskulptur, placerad i en vattenbassäng. 